# Małgorzata Antiocheńska
Małgorzata Antiocheńska (cs. Марина Антиохийская) – męczennica chrześcijańska z Antiochii Pizydyjskiej, zaliczana do Czternastu Świętych Wspomożycieli, święta Kościoła katolickiego i prawosławnego (jako Maryna). Niektóre publikacje sugerują, że jej życiorys mógł zostać zainspirowany życiem innych męczenników.

## Życiorys
Św. Małgorzata była córką pogańskiego kapłana, lecz została nawrócona na chrześcijaństwo przez swoją opiekunkę, która zajmowała się nią po śmierci matki. Za czasów panowania cesarza Dioklecjana miały miejsce prześladowania chrześcijan. W tym właśnie czasie zakochał się w niej rzymski namiestnik, którego Małgorzata nie chciała poślubić, odpowiadając, że jej serce należy do Chrystusa. Była w związku z tym więziona i torturowana, a w końcu ścięta. Miałoby to nastąpić około 304 roku.
Istnieją sugestie, iż życiorys św. Małgorzaty jest inspirowany życiem św. Pelagii, wspominanej 8 października. Dla uniknięcia uwięzienia skoczyła ona z dachu swego domu i tak zginęła.
W średniowieczu kult świętej był bardzo rozpowszechniony. Przyjął się wizerunek św. Małgorzaty poskramiającej smoka, zgodnie z przekazem, który głosi, że gdy była więziona, ukazał się jej szatan w postaci smoka piekielnego. Małgorzata miała przepędzić go znakiem krzyża.

## Ikonografia chrześcijańska
Na obrazach przedstawiana jest jej postać stojąca na smoku i godząca w jego paszczę wydłużonym krzyżem. Rzadziej spotyka się wizerunek ze św. Małgorzatą powstrzymującą smoka lejcami. Mimo że nie należała do królewskiego rodu, jest często przedstawiana w koronie na głowie, co ma podkreślać jej szlacheckie pochodzenie. Często też trzyma w dłoni gałąź palmową jako symbol męczeństwa.

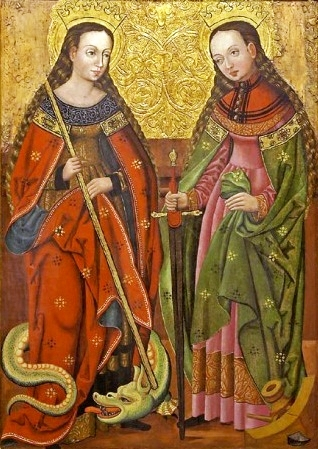
Małgorzata Antiocheńska wraz z Katarzyną Aleksandryjską
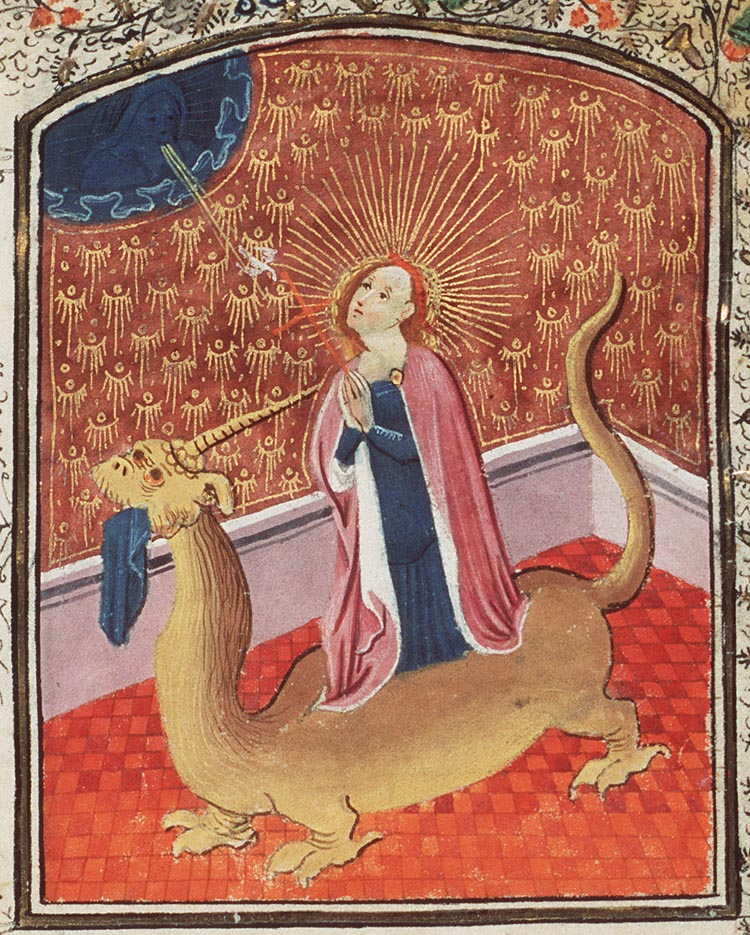
Ilustracja z iluminowanego rękopisu z około 1440 roku
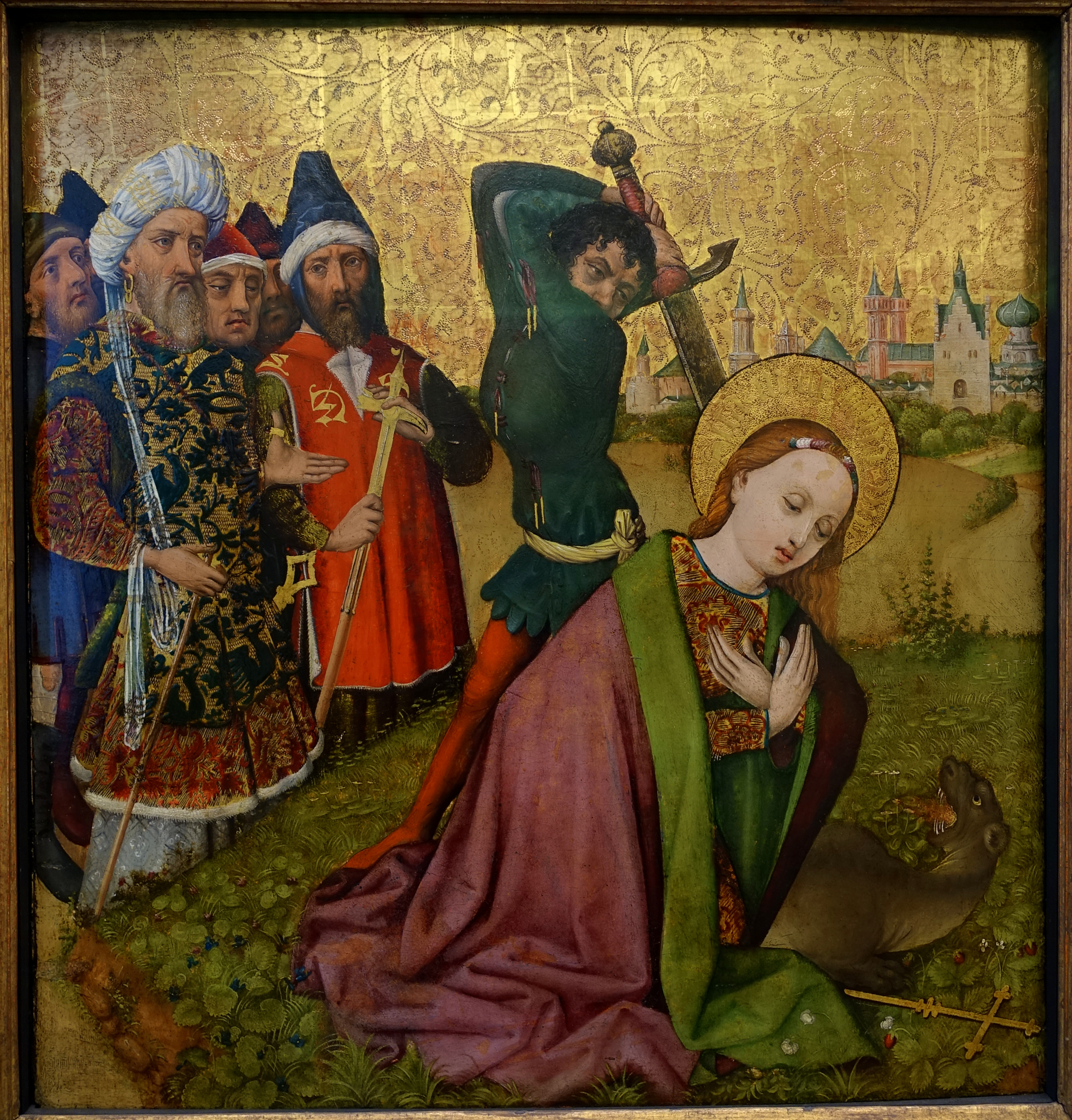
Męczeństwo św. Małgorzaty na XV-wiecznym wizerunku
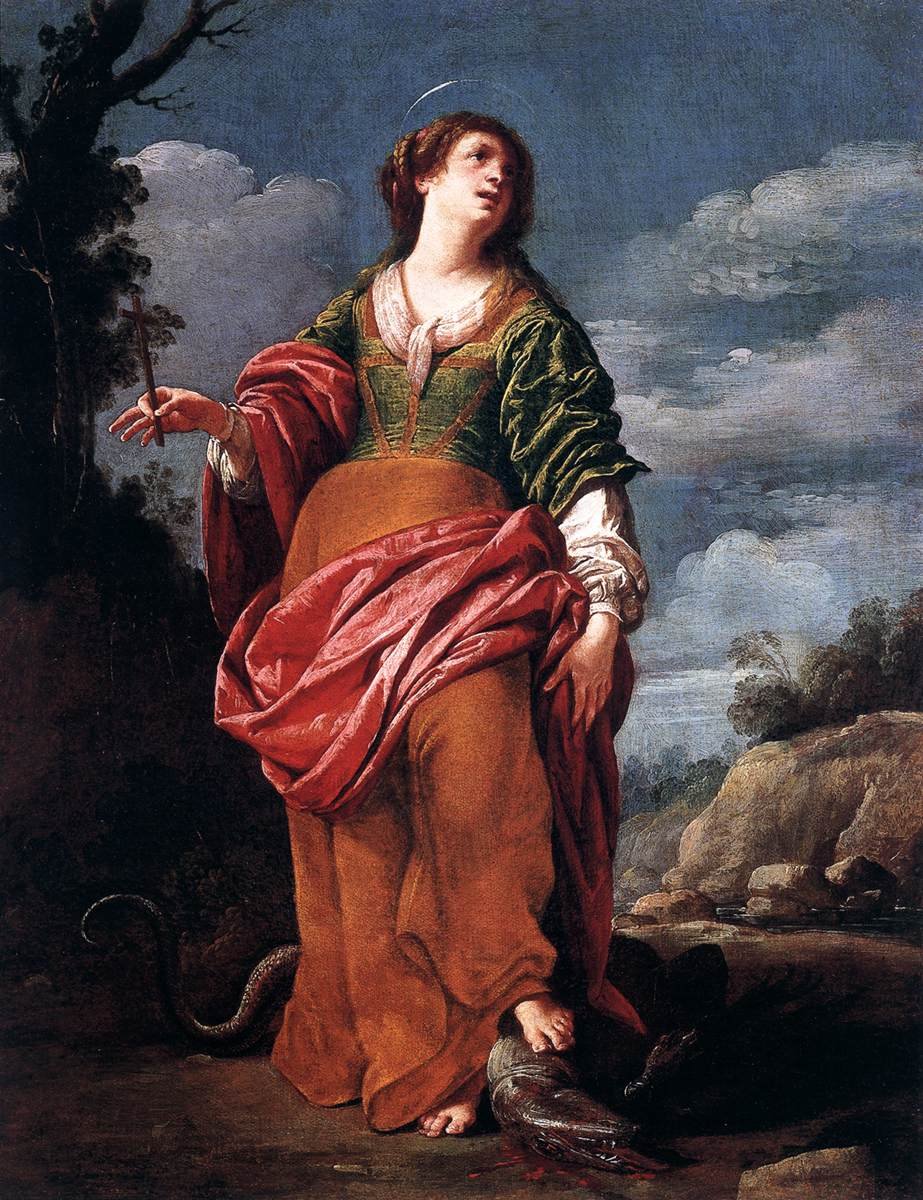
Wyobrażenie św. Małgorzaty na obrazie Domenico Fetti (1619)
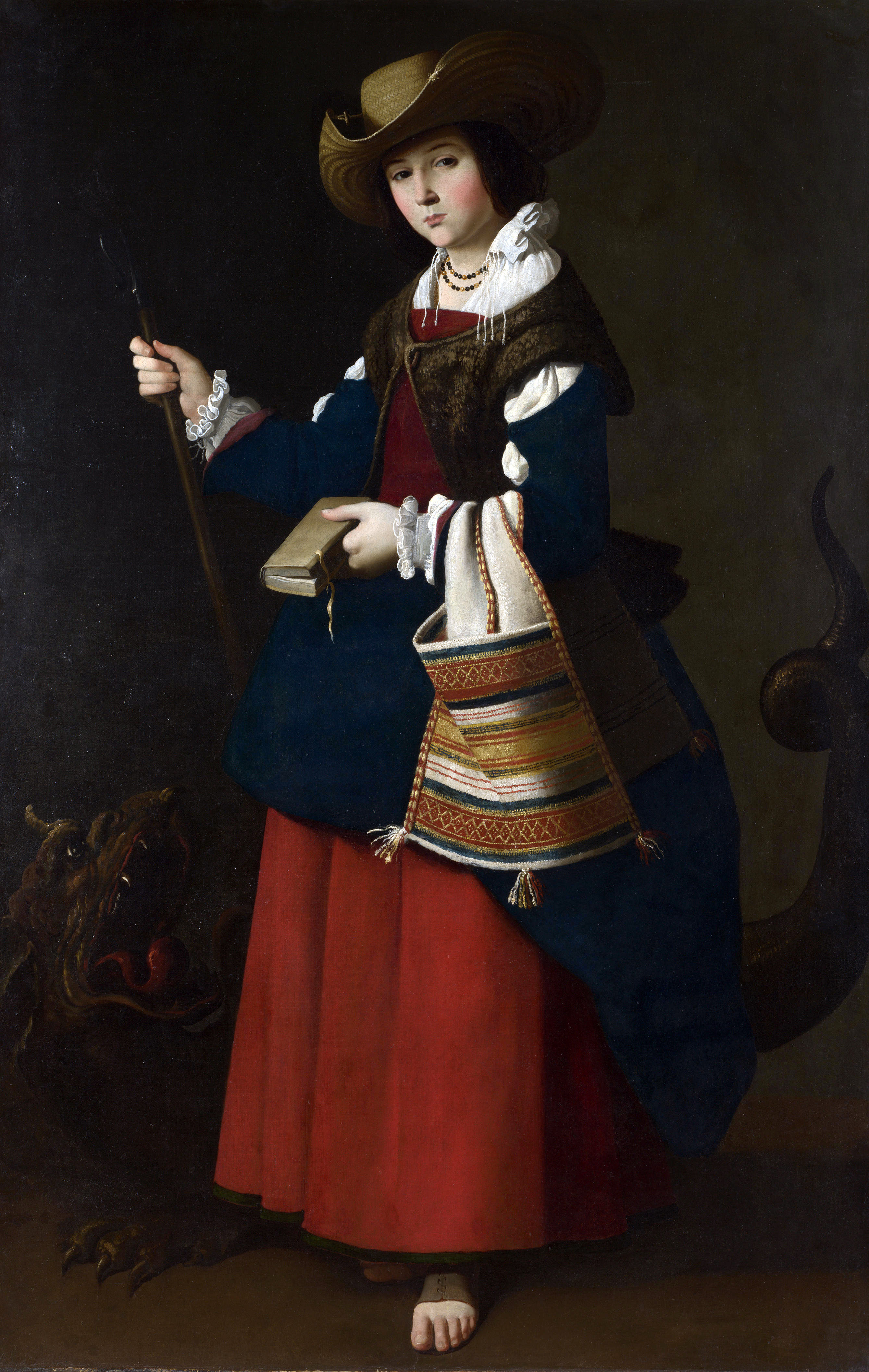
Wyobrażenie św. Małgorzaty na obrazie Francisco de Zurbarána
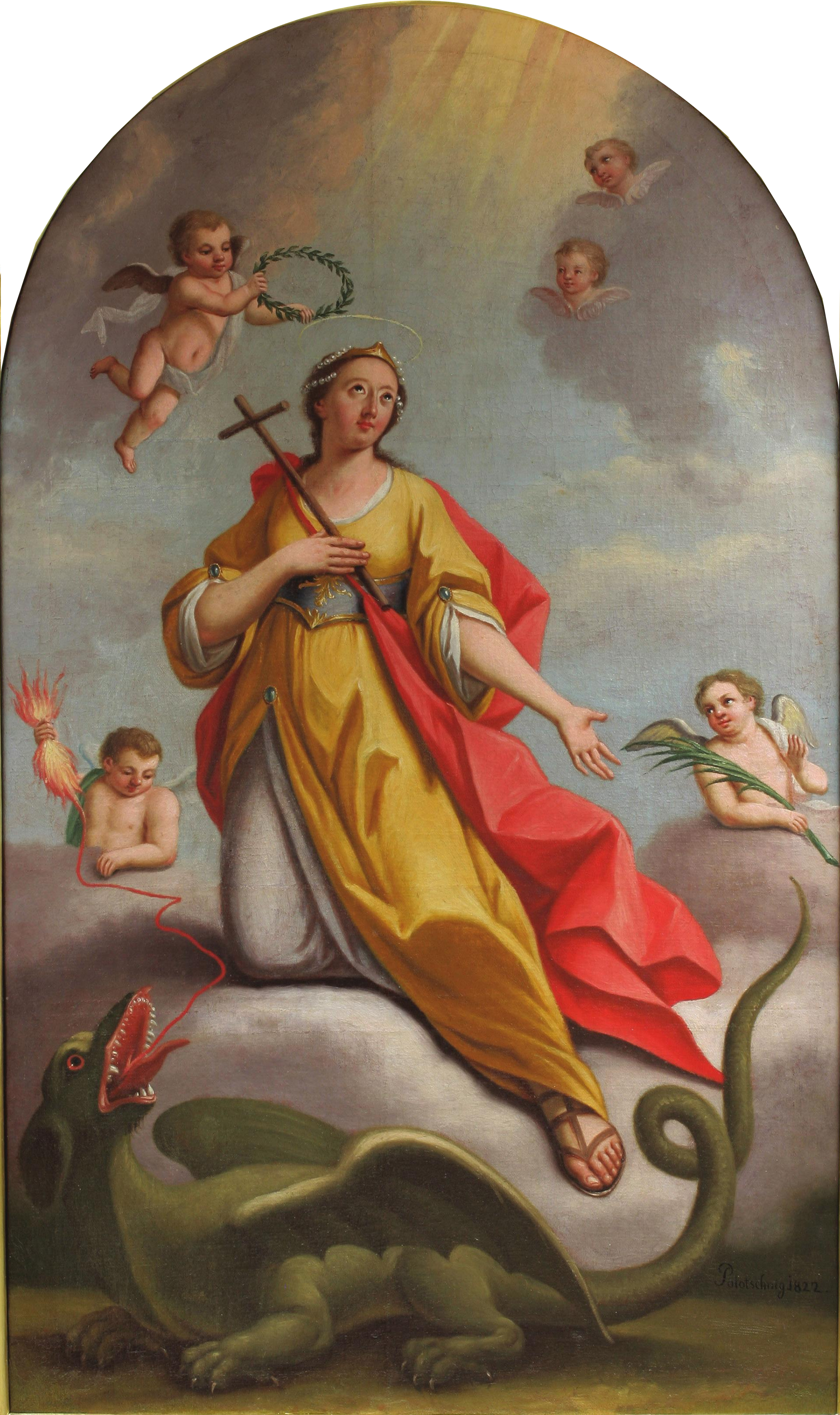
Małgorzata Antiocheńska na obrazie Janeza Potočnika

## Dzień obchodów
Kościół rzymskokatolicki obchodzi jej wspomnienie liturgiczne w dniu 20 lipca, greckokatolicki 13/26 lipca, a prawosławny 17/30 lipca.
W 1969 roku żywot Małgorzaty usunięto ze zrewidowanego kalendarza kościelnego, ze względu na wątpliwości co do samego istnienia takiej osoby.

## Patronat
W Polsce św. Małgorzata jest patronką wielu kościołów i parafii. Jej postać występuje między innymi w herbach: Nowego Sącza, gminy Góra Świętej Małgorzaty i gminy Tuchola.